# 7alfa-idrossicolest-4-en-3-one 12alfa-idrossilasi
La 7alfa-idrossicolest-4-en-3-one 12alfa-idrossilasi è un enzima appartenente alla classe delle ossidoreduttasi, che catalizza la seguente reazione:
7α-idrossicolest-4-en-3-one + NADPH + H+ + O2 ⇄ 7α,12α-diidrossicolest-4-en-3-one + NADP+ + H2O
L'enzima è una proteina eme-tiolato (P-450). Richiede la NADPH-emoproteina reduttasi (numero EC 1.6.2.4) ed il citocromo b5 per l'attività massima. Questo enzima è importante nella biosintesi dell'acido biliare, poiché è responsabile del bilanciamento tra la formazione dell'acido colico e quello chenodeossicolico.